# Војни адвокати (1. сезона)
Прва сезона серије Војни адвокати је емитована од 23. септембра 1995. до 22. маја 1996. године и броји 22 епизоде.

## Опис
Дејвид Џејмс Елиот, Андреа Паркер и Тери О’Квин улазе у главну поставу у епизоди "Нови живот (1. део)". Андреа Паркер и Тери О’Квин напуштају главну поставу у епизоди "Нови живот (2. део)", а њу је заменила Трејси Нидам у остатку сезоне. Андреа Паркер се касније епизодно појавила у епизодама "Бекство из затвора" и "АРЕС", док се Тери О’Квин епизодно појавио у епизоди "Одбрамбена акција".

## Улоге

### Главне
- Дејвид Џејмс Елиот као Хармон Раб мл.
- Андреа Паркер као Кејтлин Пајк (Епизоде 1-2)
- Трејси Нидам као Мег Остин (Епизоде 3-22)
- Тери О’Квин као Томас Бун (Епизоде 1-2)

### Епизодне
- Андреа Паркер као Кејтлин Пајк (Епизоде 8, 21)
- Тери О’Квин као Томас Бун (Епизода 13)
- Патрик Лаборто као Бад Робертс (Епизоде 1-2, 22)
- Џон М. Џекосн као Алберт Џетро Чегвиден (Епизоде 14-17, 22)

## Епизоде
| Бр. у серији | Бр. у сезони | Наслов              | Редитељ             | Сценариста                                                                                       | Премијерно емитовање |
| --- | ------------ | ------------------- | ------------------- | ------------------------------------------------------------------------------------------------ | -------------------- |
| 1 | 1            | Нови живот (1. део) | Доналд П. Белисарио | Доналд П. Белисарио                                                                              | 23. септембар 1995.  |
| Радарско-пресретачка официрка нестаје у току ноћи са носача авиона на Јадранском мору. Двоје адвоката из САГ-а, поручник Хармон Раб мл. и поручник Кејтлин Пајк, истражују то и решавају. Харм, бивши војни авијатичар, неочекивано постаје јунак. Прва појава Хармона Раба мл., Кејтлин Пајк, Томаса Буна и Бада Робертса. |              |                     |                     |                                                                                                  |                      |
| 2 | 2            | Нови живот (2. део) | Доналд П. Белисарио | Доналд П. Белисарио                                                                              | 23. септембар 1995.  |
| Наставља се истрага о авијатичаревој смрти. Хармова прошлост као авијатичарског пилота је извор трења за неке наброду. Последња стална појава Кејтлин Пајк и Томаса Буна. |              |                     |                     |                                                                                                  |                      |
| 3 | 3            | Сенка               | Доналд П. Белисарио | Доналд П. Белисарио                                                                              | 30. септембар 1995.  |
| Након премештаја Кејтлин Пајк, Харму постаје партнерка Мег Остин, поручник ниже класе са страхом од затвореног простора. Њихов први заједнички случај је крађа огледног торпеда од стране цивила. Заједно морају да пропају и преваре лопова да деактивира пројектил сам. Прва појава Мег Остин.                            |              |                     |                     |                                                                                                  |                      |
| 4 | 4            | Пустињски син       | Џо Наполитано       | Синопис: Доналд П. Белисарио, Роберт Крејс и Еван Кац Сценарио: Роберт Крејс                     | 7. октобар 1995.     |
| Харм и Мег су позвани да истраже када је син бившег команданта копнених снага оптужен за немар због кога су четири војника повређена током војне вежбе. Случај постаје сложенији кад син призна, а Харм сумња у његову кривицу.                                                                                             |              |                     |                     |                                                                                                  |                      |
| 5 | 5            | Већ виђено          | Даг Лефлер          | Eван Кац                                                                                         | 21. октобар 1995.    |
| Након што је тело официра пронађено на Народном гробљу "Арлингтон" након пријема у француској амбасади, Харм и Мег су позвани да истраже. У међувремену, нови догађаји терају Харма да се сети другарице из Вијетнама коју је убила тамошња војска.                                                                         |              |                     |                     |                                                                                                  |                      |
| 6 | 6            | Пилотска грешка     | Лес Ландау          | Синопис: Џек Орман, Роберт Кокран и доналд П. Белисарио Сценарио: Џек Орман                      | 4. новембар 1995.    |
| Када је један Хармов друг убијен током провере ауто-усмерачког састава новог типа, он и Мег морају да утврде да ли је у питању пилотска грешка или механички квар. |              |                     |                     |                                                                                                  |                      |
| 7 | 7            | Ратни покличи       | Двејн Данам         | Р. Скот Џемил                                                                                    | 11. новембар 1995.   |
| Дечак из Перуа је убијен у америчкој амбасади у Лими, а Харм и Мег морају да открију његову намеру пре него што земља експлодира од беса. |              |                     |                     |                                                                                                  |                      |
| 8 | 8            | Бекство из затвора  | Џим Џонстон         | Синопис: Рубен Ледер и Роберт Кокран Сценарио: Роберт Кокран                                     | 2. децембар 1995.    |
| Мег је узета као талац током бекства из затвора, али Харм сумња да је мета много већа од једног затвореника. Појава Кејтлин Пајк. |              |                     |                     |                                                                                                  |                      |
| 9 | 9            | Сабља               | Џон Мекферсон       | Роберт Кокран                                                                                    | 9. децембар 1995.    |
| Војничко ВВВТ је прешло на територију Ирака, а Харм и Мег су послати да бране преживелог члана посаде на ирачком суду. Харм је добио и други задатак - да помогне војнику да избегне немар суда. |              |                     |                     |                                                                                                  |                      |
| 10 | 10           | Чизма               | Џим Џонстон         | Луцијан К. Траскот IV                                                                            | 6. јануар 1996.      |
| Мег иде на тајни задатак у камп за мобилисање на париском острву након што је један од мобилисаних пронађен мртав, а сумња пада на инструкторе. |              |                     |                     |                                                                                                  |                      |
| 11 | 11           | Видици              | Том Дел Рут         | Evван Кац                                                                                        | 13. јануар 1996.     |
| Девојчица је нестала, а Харм и Мек је траже око затвореног војног аеродрома у Тексасу где је неколико "виђења НЛО-а" пријављено. |              |                     |                     |                                                                                                  |                      |
| 12 | 12           | Братство            | Мајкл Зинберг       | Р. Скот Џемил и Доналд П. Белисарио                                                              | 3. фебруар 1996.     |
| Када је војник пронађен у несвести на плажи, Харм и Мег су увучени у "улилчни рат" између војника и промискуитетне уличне банде. |              |                     |                     |                                                                                                  |                      |
| 13 | 13           | Одбрамбена акција   | Реј Остин           | Teри Кертис Фокс                                                                                 | 13. март 1996.       |
| Новоунапређени поручник-командир Раб мора да брани капетана Буна јер је оптужен за обарање српског хлеикоптера. Појава Томаса Буна. |              |                     |                     |                                                                                                  |                      |
| 14 | 14           | Димљени             | Џим Џонстон         | Доналд П. Белисарио                                                                              | 20. март 1996.       |
| Томкет са оштећеним светлима принудно слеће на Кубу, па Харм и Мег иду тамо да покушају да "спасу" то пре него што Кубанци скину опрему и продају је Ирану. У САГ долази нови контраадмирал А. Џ. Чегвиден, бивши МВК-овац. Прва појава Алберта Џетра Чегвидена.                                                            |              |                     |                     |                                                                                                  |                      |
| 15 | 15           | Отров               | Џим Џонстон         | Синопис: Џек Орман и Доналд П. Белисарио Сценарио: Роберт Кокра, Џек Орман и Доналд П. Белисарио | 27. март 1996.       |
| Након што је примила тајанствену поруку факсом, Мег је критично ранио атентатор који се представио као командир из британске краљевске војске. Атентаторова права мета је председник Русије Борис Јељцин који је тајно дошао у Сједињене Државе да потпише споразум.                                                        |              |                     |                     |                                                                                                  |                      |
| 16 | 16           | Узвишење            | Реј Остин           | Роберт Л. Мекуло и Сем Стренџис                                                                  | 3. април 1996.       |
| Војнички снајпериста одбија да иде у Босну и одлази на одсуство након што је оптужен за покушај убиства надређеног. |              |                     |                     |                                                                                                  |                      |
| 17 | 17           | Тајне Операције     | Реј Остин           | Синопис: Грег Стренџис и Роберт Л. Мекуло Сценарио: Питер Ленс, Грег Стренџис и Роберт Л. Мекуло | 10. април 1996.      |
| Пилот и син сенаторке који је додељен МВК-овцима умире, наводно због немара МВК-оваца. Сенаторка хоће да окриви МВК-овце, али адмирал Чегвиден и Харм откривају да прави разлог пилотове смрти лежи другде. |              |                     |                     |                                                                                                  |                      |
| 18 | 18           | Преживели           | Грег Бимен          | Синопис: Р. Скот Џемил, Доналд П. Белисарио и Џек Орман Сценарио: Р. Скот Џемил                  | 17. април 1996.      |
| Војнички пуковник верује да је његов син реинкарнација његовог друга из Вијетнама, па отима дете током расправе о старатељству да би испунио старо обећање. |              |                     |                     |                                                                                                  |                      |
| 19 | 19           | Опоравак            | Џо Наполитано       | Џек Орман                                                                                        | 1. мај 1996.         |
| Хитне интервенције током пробног испаљивања Спејс шатла крећу по злу када се један кабл прекине и пошаље астронаута у смрт. Харм и Мег морају да утврде да ли је то саботажа пре него што шатл полети. |              |                     |                     |                                                                                                  |                      |
| 20 | 20           | Затвореник          | Mајкл Зинберг       | Eвaн Kaц                                                                                         | 8. мај 1996.         |
| Док је био у Хонг Конгу (годину дана пре него што је пребачен из Бритејна), Харма су отели Кинези и испитивали о реакцији Америка ако Кина покуша да преузме Мацуска острва силом. Док је био у затвору, Харм верује да је човек у ћелији до његове његов отац.                                                             |              |                     |                     |                                                                                                  |                      |
| 21 | 21           | AРЕС                | Реј Остин           | Ерик Хал и Џек Орман                                                                             | 22. мај 1996.        |
| Када се компјутеризовани одбрамбени систем на војничком броду одједном поквари, Харм, Кејт и Мег морају да открију како да то не падне у руке Северне Кореје. Појава Кејтлин Пајк. |              |                     |                     |                                                                                                  |                      |
| 22 | 22           | Костури             | Доналд П. Белисарио | Доналд П. Белисарио                                                                              | TBA                  |
| Стара Хармова другарица је завршила мртва и главни осумњичени за њену смрт је такође завршио мртав под тајанственим околностима, па на Харма сумња за убиство главни агент МЗИС-а. Последња појава Мег Остин. |              |                     |                     |                                                                                                  |                      |